# BASS (informatique)
Pour les articles homonymes, voir Bass.
BASS est une bibliothèque logicielle propriétaire et commerciale de décodage, enregistrement et émission sonore. Elle est produite par Un4seen Development.
Elle est gratuite pour utilisation non commerciale, et payante sinon. De nombreux modules additionnels sont disponibles, pour des formats de média ou des langages de programmation spécifiques.

## Utilisation
Elle est disponible pour divers environnements, Linux, Microsoft Windows, OS X mais aussi Android et iOS.
Le site officiel mentionne environ 300 utilisations. Des lecteurs audio utilisent BASS, parmi eux :
- Xmix
- MusicBee

Aussi, des logiciels de MAO l'incluent :
- Expresseur, logiciel de synthèse musicale
- Ultramixer, logiciel de mixage